# Aizoanthemum
Aizoanthemum – rodzaj roślin z rodziny pryszczyrnicowatych (Aizoaceae). Obejmuje 5 gatunków występujących w północnej Namibii i południowej Angoli w Afryce południowo-zachodniej.

## Systematyka
Pozycja według APweb (aktualizowany system APG IV z 2016)
Przedstawiciel rodziny pryszczyrnicowatych (Aizoaceae) należącej do rzędu goździkowców (Caryophyllales) reprezentującego dwuliścienne właściwe.
Wykaz gatunków
- Aizoanthemum dinteri (Schinz) Friedrich
- Aizoanthemum galenioides (Fenzl ex Sond.) Friedrich
- Aizoanthemum membrum-connecten s Dinter ex Friedrich
- Aizoanthemum mossamedense (Welw. ex Oliv.) Friedrich
- Aizoanthemum rehmannii (Schinz) H.E.K.Hartmann